# KCC České Budějovice
KCC České Budějovice (voluit: Telocvicná Jednota Sokol České Budějovice) is een Tsjechische  korfbalvereniging.

## Erelijst
- IKF Europa Shield kampioen, 2× (2001, 2012)

## Europees
De club deed meerdere malen mee in de Europacup, het hoogste Europese clubtoernooi. De club werd 3 maal derde, in 2004, 2007 en 2011.